# Heteromolpadia marenzelleri
Heteromolpadia marenzelleri är en sjögurkeart som först beskrevs av Jakob Gustaf Gösta Theel 1886.  Heteromolpadia marenzelleri ingår i släktet Heteromolpadia och familjen Molpadiidae. Inga underarter finns listade i Catalogue of Life.